# Potamogalinae
Chuột chù rái cá (Danh pháp khoa học: Potamogalinae) là phân họ chuột chù của họ Tenrecidae ("chuột râu") trong bộ thú Afrosoricida (chuột chù châu Phi). Chúng có bề ngoài tương tự loài rái cá, chúng cũng thích ăn các động vật thủy sinh cơ nhỏ.

## Đặc điểm
chúng là một nhóm động vật có vú sống bán thủy sinh trong họ Tenrecidae có nguồn gốc từ châu Phi ở mạn hạ sa mạc Sahara. Tất cả các loài chuột chù trong phân họ này đều là động vật ăn thịt, chúng tóm bắt con mồi là bất kỳ loài thủy sinh vật nào mà chúng có thể tìm thấy với bộ râu nhạy cảm của chúng. Như tên gọi thường thấy của chúng, chúng có một sự tương đồng bề ngoài rất lớn với loài rái cá, nhưng bề ngoài với rái cá thật thụ mà chúng không liên quan chặt chẽ, cũng không có liên quan mật thiết với các loài chuột thực thụ. Chúng di chuyển trong dòng nước bằng cách nhấp nheo đuôi của chúng trong chuyển động sang một bên tương tự như chuyển động của một con cá sấu đang bơi.

## Các loài
Hiện hành có 03 loài chuột chù rái cá được ghi nhận và chia làm 02 chi (giống):
- Chi Micropotamogale: Chuột chù rái cá lùn, gồm 02 loài
  - Chuột chù rái cá Nimba (Micropotamogale lamottei)
  - Chuột chù rái cá Ruwenzori (Micropotamogale ruwenzorii)
- Chi Potamogale: Chuột chù rái cá lớn, là chi đơn loài
  - Chuột chù rái cá lớn (Potamogale velox)